# ブリヂストン・ビレッタ
ビレッタは、ブリヂストンサイクルが2011年度から販売しているシティサイクル。
この自転車には2つのグレードが存在し、1つはブリヂストンが過去に販売していた自転車「プレスティーノ」の後継モデルのコンフォートと、新たに開発された「ユーティリティ」がある。
コンフォート
「プレスティーノ」の後継モデル。3段変速タイプと8段変速タイプが存在し、装備内容はホワイトフラッシュミニ点灯虫、アルミフレーム、スポーティベルト、ソーラーテール（8段変速タイプのみ）を標準装備している。後輪にはフィンローラーブレーキを搭載している。また、日本の自転車では初めて、ハンドルポストにデジタル時計を搭載した。
ユーティリティ
新しく開発されたモデル。外装5段変速を搭載し、ホワイトフラッシュW点灯虫を搭載した点灯虫タイプとダイナモランプタイプがある。アルミフレームは両タイプ標準装備している。価格もコンフォートより15000円程度安く、通勤車のエントリーモデルとして販売されている。